# Saint-Pierreville

Saint-Pierreville este o comună în departamentul Ardèche din sud-estul Franței. În 1 ianuarie 2022 avea o populație de 515 de locuitori.